# Открытый чемпионат Китая по теннису 2011
Открытый чемпионат Китая по теннису 2011 года — ежегодный профессиональный теннисный турнир в серии ATP 500 для мужчин и WTA Premier Mandatory для женщин. Соревнование традиционно проводится на открытых хардовых кортах в Пекине, Китай. Соревнования прошли с 1 по 9 октября.
Прошлогодние победители:
- мужской одиночный разряд —  Новак Джокович
- женский одиночный разряд —  Каролина Возняцки
- мужской парный разряд —  Боб Брайан /  Майк Брайан
- женский парный разряд —  Чжуан Цзяжун /  Ольга Говорцова

## Соревнования

### Мужчины одиночки
Томаш Бердых обыграл  Марина Чилича со счётом 3-6, 6-4, 6-1.
- Томаш Бердых выигрывает свой 1-й турнир ассоциации в сезоне и 6-й за карьеру.
- Томаш Бердых прерывает свою почти 29-месячную серию без побед на соревнованиях ассоциации.
- Марин Чилич уступает свой 3-й финал на соревнованиях ассоциации в сезоне и 6-й за карьеру.
- Марин Чилич уступает 4-й подряд финал на соревнованиях ассоциации.

### Женщины одиночки
Агнешка Радваньская обыграла  Андреа Петкович со счётом 7-5, 0-6, 6-4.
- Агнешка Радваньская выигрывает свой 3-й титул в сезоне и 7й за карьеру в туре ассоциации.
- Агнешка Радваньская побеждает на соревнованиях ассоциации вторую неделю подряд.
- Андреа Петкович уступает свой 2-й финал соревнования ассоциации в сезоне и 3-й за карьеру.

### Мужчины пары
Микаэль Льодра /  Ненад Зимонич обыграли  Роберта Линдстедта /  Хорию Текэу со счётом 7-62, 7-64
- Микаэль Льодра выигрывает свой 3-й в сезоне и 21-й за карьеру в основном туре ассоциации титул.
- Ненад Зимонич выигрывает свой 3-й в сезоне и 42-й за карьеру в основном туре ассоциации титул.

### Женщины пары
Квета Пешке /  Катарина Среботник обыграли  Хиселу Дулко /  Флавию Пеннетту со счётом 6-3, 6-4.
- Квета Пешке выигрывает свой 6-й титул в сезоне и 22-й за карьеру в туре ассоциации.
- Катарина Среботник выигрывает свой 6-й титул в сезоне и 29-й за карьеру в туре ассоциации.